# Административно-территориальное деление города федерального значения Севастополя
Административно-территориальное устройство города Севастополя — территориальное деление города федерального значения Севастополя на административно-территориальные единицы в целях осуществления полномочий исполнительных органов государственной власти города Севастополя.
С 18 марта 2014 года Севастополь фактически является одним из 89 субъектов Российской Федерации и носит официальное название город федерального значения Севастополь, представительным органом которого вместо горсовета стало Законодательное собрание города Севастополя.
В сфере территориальной организации местного самоуправления в городе образованы муниципальные образования.

## Административно-территориальное устройство
Согласно Закону города Севастополя от 3 июня 2014 года № 19 − ЗС «Об административно-территориальном устройстве города Севастополя», город федерального значения Севастополь делится на административно-территориальные единицы — 4 района города Севастополя.
| № на карте | Район              | Площадь, км² | Население, чел. (2021) |
| ---------- | ------------------ | ------------ | ---------------------- |
| 1          | Гагаринский район  | 61,1         | ↗187 475               |
| 2          | Ленинский район    | 26,0         | ↗138 656               |
| 3          | Нахимовский район  | 267,7        | ↗146 872               |
| 4          | Балаклавский район | 530,3        | ↗74 817                |

Законом от 23 июля 2019 года в Закон «Об административно-территориальном устройстве города Севастополя» были внесены поправки, вступившие в силу с 3 августа 2019 года. Они выделили в составе субъекта РФ отдельные населённые пункты и их категории: городские населённые пункты (города Севастополь, Инкерман, Балаклава и посёлки Кача и Ласпи) и 41 сельский населённый пункт (37 сёл и 4 посёлка, распределённые по двум районам Севастополя).

## Муниципальное устройство
В рамках муниципального устройства, в соответствии с Законом города Севастополя от 3 июня 2014 года № 17 − ЗС «Об установлении границ и статусе муниципальных образований в городе Севастополе» в границах районов территории города федерального значения Севастополя образованы 10 внутригородских муниципальных образований: 9 муниципальных округов и 1 город.
| № на карте | внутригородское муниципальное образование | Флаг | Герб | Площадь, км² | население, чел. (2021) |
| ---------- | ----------------------------------------- | ---- | ---- | ------------ | ---------------------- |
| 5          | Андреевский муниципальный округ           |      |      | 40,9         | ↗3514                  |
| 7          | Балаклавский муниципальный округ          |      |      | 443,9        | ↗48 494                |
| 6          | Верхнесадовский муниципальный округ       |      |      | 47,9         | ↗6551                  |
| 1          | Гагаринский муниципальный округ           |      |      | 61,1         | ↗187 475               |
| 8          | город Инкерман                            |      |      | 1,3          | ↗13 858                |
| 4          | Качинский муниципальный округ             |      |      | 52,9         | ↗13 471                |
| 2          | Ленинский муниципальный округ             |      |      | 26,0         | ↗138 656               |
| 3          | Нахимовский муниципальный округ           |      |      | 126,0        | ↗123 336               |
| 9          | Орлиновский муниципальный округ           |      |      | 83,6         | ↗7343                  |
| 10         | Терновский муниципальный округ            |      |      | 1,5          | ↗5122                  |

22 марта 2021 года в Законодательное собрание Севастополя внесён законопроект о разделении Нахимовского муниципального округа на Нахимовский и Северный, но после экспертизы от 15 апреля 2021 года, выявившей замечания, он был отозван 16 июля 2021 года. Губернатор Севастополя М. В. Развожаев заявил, что к этому вопросу вернутся после сентябрьских выборов, а на данный момент ведутся необходимые подготовительные мероприятия, в том числе работы по картографическому описанию границ во всех районах города. В апреле 2022 года и. о. вице-губернатора Сергей Толмачёв на заседании Законодательного собрания Севастополя заявил о том, что все препятствия юридико-технического характера по вопросу создания Северного МО были устранены и уже в ближайшее время предполагалось внести в Законодательное собрание Севастополя соответствующий законопроект. Председатель постоянного комитета Законодательного собрания Севастополя по городскому хозяйству Вячеслав Камзолов заявил 17 января 2023 года, что финансирование на создание нового муниципального образования бюджете города не запланировано, а Севастополь — глубоко дотационный регион, поэтому, «учитывая политическую ситуацию, связанную с проведением СВО», этот вопрос ушёл на второй план.

## Населённые пункты
Ниже представлен список входящих в состав города федерального значения Севастополя населённых пунктов, которые распределены по Балаклавскому и Нахимовскому районам и соответствующим внутригородским муниципальным образованиям.
| №     | Название населённого пункта | Прежнее название нп | Тип нп         | Население | Административно- территориальная единица (район города) | Внутригородское муниципальное образование |
| ----- | --------------------------- | ------------------- | -------------- | --------- | ------------------------------------------------------- | ----------------------------------------- |
| 1e-06 | Севастополь                 |                     | город          |           |                                                         |                                           |
| 1     | Андреевка                   | (Аклеиз)            | село           | ↘1498     | Нахимовский район                                       | Андреевский муниципальный округ           |
| 2     | Балаклава                   |                     | город          | ↗35 919   | Балаклавский район                                      | Балаклавский муниципальный округ          |
| 3     | Верхнесадовое               | (Дуванкой)          | село           | ↗3200     | Нахимовский район                                       | Верхнесадовский муниципальный округ       |
| 4     | Вишнёвое                    | (Эски-Эли)          | село           | ↘747      | Нахимовский район                                       | Качинский муниципальный округ             |
| 5     | Гончарное                   | (Варнаутка)         | село           | ↘591      | Балаклавский район                                      | Орлиновский муниципальный округ           |
| 6     | Дальнее                     | (Камышлы)           | село           | ↘498      | Нахимовский район                                       | Верхнесадовский муниципальный округ       |
| 7     | 1-е отделение Золотой Балки |                     | посёлок (село) | ↗551      | Балаклавский район                                      | Балаклавский муниципальный округ          |
| 8     | 3-е отделение Золотой Балки |                     | посёлок (село) | ↘464      | Балаклавский район                                      | Балаклавский муниципальный округ          |
| 9     | Инкерман                    |                     | город          | ↗13 858   | Балаклавский район                                      | город Инкерман                            |
| 10    | Камышлы                     |                     | село           | ↗60       | Нахимовский район                                       | Верхнесадовский муниципальный округ       |
| 11    | Кача                        |                     | посёлок        | ↗6233     | Нахимовский район                                       | Качинский муниципальный округ             |
| 12    | Кизиловое                   |                     | село           | ↗44       | Балаклавский район                                      | Орлиновский муниципальный округ           |
| 13    | Колхозное                   | (Узунджи)           | село           | ↗5        | Балаклавский район                                      | Орлиновский муниципальный округ           |
| 14    | Ласпи                       |                     | посёлок        |           | Балаклавский район                                      | Орлиновский муниципальный округ           |
| 15    | Морозовка                   | (Алсу)              | село           | ↘44       | Балаклавский район                                      | Балаклавский муниципальный округ          |
| 16    | Новобобровское              | (Бага)              | село           | ↘247      | Балаклавский район                                      | Орлиновский муниципальный округ           |
| 17    | Оборонное                   | (Камара)            | село           | ↗107      | Балаклавский район                                      | Балаклавский муниципальный округ          |
| 18    | Озёрное                     |                     | село           | ↘153      | Балаклавский район                                      | Орлиновский муниципальный округ           |
| 19    | Орлиное                     | (Байдар)            | село           | ↘2106     | Балаклавский район                                      | Орлиновский муниципальный округ           |
| 20    | Орловка                     | (Мамашай)           | село           | ↘847      | Нахимовский район                                       | Качинский муниципальный округ             |
| 21    | Осипенко                    |                     | село           | ↘476      | Нахимовский район                                       | Качинский муниципальный округ             |
| 22    | Павловка                    | (Сахтик)            | село           | ↘437      | Балаклавский район                                      | Орлиновский муниципальный округ           |
| 23    | Первомайское                |                     | село           | ↗937      | Балаклавский район                                      | Балаклавский муниципальный округ          |
| 24    | Передовое                   | (Уркуста)           | село           | ↘643      | Балаклавский район                                      | Орлиновский муниципальный округ           |
| 25    | Пироговка                   | (Аджикой)           | село           | ↘324      | Нахимовский район                                       | Верхнесадовский муниципальный округ       |
| 26    | Поворотное                  |                     | село           | ↗249      | Нахимовский район                                       | Верхнесадовский муниципальный округ       |
| 27    | Подгорное                   | (Календо)           | село           | ↘47       | Балаклавский район                                      | Орлиновский муниципальный округ           |
| 28    | Полюшко                     |                     | село           | ↗1951     | Нахимовский район                                       | Качинский муниципальный округ             |
| 29    | Резервное                   | (Кучук-Мускомия)    | село           | ↘119      | Балаклавский район                                      | Орлиновский муниципальный округ           |
| 30    | Родниковое                  | (Скеле)             | село           | ↘517      | Балаклавский район                                      | Орлиновский муниципальный округ           |
| 31    | Родное                      | (Уппа)              | село           | ↘702      | Балаклавский район                                      | Терновский муниципальный округ            |
| 32    | Россошанка                  | (Саватка)           | село           | ↘129      | Балаклавский район                                      | Орлиновский муниципальный округ           |
| 33    | Сахарная Головка            |                     | посёлок        | ↗6194     | Балаклавский район                                      | Балаклавский муниципальный округ          |
| 34    | Солнечный (Солнечное)       |                     | посёлок (село) | ↘1718     | Нахимовский район                                       | Андреевский муниципальный округ           |
| 35    | Терновка                    | (Старые Шули)       | село           | ↗3793     | Балаклавский район                                      | Терновский муниципальный округ            |
| 36    | Тыловое                     | (Хайто)             | село           | ↘573      | Балаклавский район                                      | Орлиновский муниципальный округ           |
| 37    | Ушаковка                    |                     | село           |           | Балаклавский район                                      | Балаклавский муниципальный округ          |
| 38    | Ушаково                     |                     | село           |           | Балаклавский район                                      | Балаклавский муниципальный округ          |
| 39    | Флотское                    | (Карань)            | село           | ↗172      | Балаклавский район                                      | Балаклавский муниципальный округ          |
| 40    | Фронтовое                   | (Отаркой)           | село           | ↗1006     | Нахимовский район                                       | Верхнесадовский муниципальный округ       |
| 41    | Фруктовое                   | (Бельбек)           | село           | ↗744      | Нахимовский район                                       | Верхнесадовский муниципальный округ       |
| 42    | Хмельницкое                 |                     | село           | ↗661      | Балаклавский район                                      | Балаклавский муниципальный округ          |
| 43    | Черноречье                  | (Чоргуна)           | село           | ↗354      | Балаклавский район                                      | Балаклавский муниципальный округ          |
| 44    | Широкое                     | (Биюк-Мускомия)     | село           | ↘594      | Балаклавский район                                      | Орлиновский муниципальный округ           |
| 45    | Штурмовое                   | (Новые Шули)        | село           | ↗1535     | Балаклавский район                                      | Балаклавский муниципальный округ          |

## История
В досоветский период город Севастополь, находясь на территории Крыма, формально не являлся частью Таврической губернии и имел своё градоначальство, приравненное к губерниям и областям ввиду особого статуса города и подчинявшееся напрямую центральному правительству России. В 1920 — 1921 годах с образованием Крымской АССР в составе РСФСР, город стал частью АССР в составе новообразованного Севастопольского уезда, разделённого на Севастопольский и Бахчисарайский районы (в результате, Балаклавский и Бахчисарайский). В декабре 1921 года уезд был преобразован в Севастопольский округ. В 1930 году Севастополь получил статус города республиканского подчинения (подчинения Крымскому ЦИКу).
В соответствии с Постановлением Президиума ЦИК Крымской АССР от 25 февраля 1938 года Севастополь был разделен на 3 городских района: Центральный, Корабельный и Северный, границы которых практически совпадали с городской чертой. 7 марта 1939 года Президиум Верховного Совета РСФСР принял решение передать Севастополю прибрежную зону, включая населённые пункты Кача и Андреевка.
После преобразования Крымской АССР в Крымскую область в 1945 — 1946 годах, Севастополь стал городом областного подчинения, а Балаклава значилась как город районного подчинения. С 1 июля 1948 года Указом Президиума Верховного Совета РСФСР от 22 июня 1948 года деление Севастополя на районы было упразднено, а органы власти районов Центрального, Северного и Корабельного были ликвидированы.
Указом Президиума Верховного Совета РСФСР от 29 октября 1948 года Севастополь был отнесен к категории городов республиканского подчинения РСФСР. Указом от 26 ноября 1949 года Президиум Верховного Совета РСФСР образовал в городе 3 района: Сталинский, Корабельный и Северный.
5 февраля 1954 года Президиум Верховного Совета РСФСР принял Постановление «О передаче Крымской области из состава РСФСР в состав Украинской ССР», а 19 февраля 1954 года это постановление было утверждено Президиумом Верховного Совета СССР. Постановлением Верховного Совета СССР от 26 апреля 1954 года передача Крымской области была завершена.
Указом Президиума Верховного Совета УССР от 14 октября 1954 года Северный район Севастополя был переименован в Нахимовский район.
Указом Президиума Верховного Совета УССР от 24 апреля 1957 года и решением Севастопольского горисполкома от 10 мая 1957 года в составе Севастополя был образован Балаклавский район (не включая в городскую черту сам город Балаклава и территорию упразднённого Пригородненского сельсовета с посёлком Пригородное). Тогда же Нахимовский и Корабельный районы были объединены в один Нахимовский район. Решением Севастопольского горисполкома 31 октября 1961 года Сталинский район города был переименован в Ленинский.
Указом Президиума Верховного Совета УССР от 4 января 1965 года Орлиновский сельсовет Бахчисарайского района был передан в подчинение Балаклавскому районному Совету города Севастополя. Указом Президиума Верховного Совета УССР от 13 ноября 1975 года за счёт территории Ленинского района и упразднённого Камышовобухтинского поселкового Совета был образован Гагаринский район, а посёлок городского типа Камышовая бухта включён в черту города Севастополя.
Указом Президиума Верховного Совета УССР от 6 января 1976 года посёлок Инкерман, занимающий территорию северной части Балаклавского района, был преобразован в город районного подчинения с присвоением названия Белокаменск. Затем в соответствии с Постановлением Верховного Совета УССР от 26 февраля 1991 года он был вновь переименован в город Инкерман.
Постановлением Верховного Совета Украины от 11 октября 1991 года Терновский сельсовет Бахчисарайского района передан в подчинение Балаклавскому районному Совету народных депутатов города Севастополя.
После аннексии Крыма Российской Федерацией в Севастополе и в рамках российской юрисдикции некоторое время сохранялось украинское административное деление, однако 3 июня 2014 года городским парламентом были приняты законы, установившие современное российское деление Севастополя как города федерального значения; при этом ряд ранее упразднённых населённых пунктов (Балаклава, Первое отделение совхоза Золотая Балка и т. д.) по принятым законам вновь стал числиться в качестве населённых пунктов.